# Sanctuaire d'Hercule Curinus
Le Sanctuaire d'Hercule Curinus est un temple romain située dans les Abruzzes en Province de L'Aquila, sur le territoire de la commune de Sulmona.